# Distretto di Acobamba (Junín)
Il distretto di Acobamba  è uno dei  nove distretti della provincia di Tarma, in Perù. Si trova nella regione di Junín e si estende su una superficie di 97,84  chilometri quadrati.
È ubicato a est della capitale peruviana.

## Distretti confinanti
Confina a nord con il distretto di Huasahuasi, a sud con il distretto di Tapo e con il distretto di Tarma; a est con il distretto di Palca e con il distretto di Tapo; e a ovest con il distretto di Tarma, con il distretto di La Unión e con il distretto di Palcamayo.